# آنا كارولينا دا سيلفا
آنا كارولينا دا سيلفا (مواليد 8 أبريل 1991) هي لاعبة كرة طائرة برازيلية.

## وصلات خارجية
- آنا كارولينا دا سيلفا على موقع عالم الكرة الطائرة (الإنجليزية)
- آنا كارولينا دا سيلفا على موقع أوليمبيديا (الإنجليزية)